# Philippe Léonard
Philippe Léonard (Liège, 14 de Fevereiro de 1974) é um ex-futebolista belga.

## Títulos
- Copa da Bélgica - 1993
- Liga Francesa - 1997 e 2000
- Copa da Liga francesa - 2003
- Superocopa da França - 1997 e 2000